# Crkva sv. Petra na Pazaru u Splitu
Crkvu svetog Petra bila je rimokatolička crkva u Splitu na splitskom Pazaru.

## Povijest
Građena je bila od 1863. do 1871. godine. Davala je vizuru gradu, pored prepoznatljivih zvonika rimokatoličkih crkava Sv. Duje i Sv. Frane.
Srušena je u krajnje nepotrebnom savezničkom bombardiranju 3. siječnja 1944. godine. Eskadrile engleskih bombardera u tri su naleta bombardirali splitsku luku i željezničku postaju. Nakon bombardiranja crkva je bila sasvim srušena,  a mnogi su građani poginuli. Ostao je samo zvonik koji je poslije srušen.

## Karakteristike
Građena je u romaničkom stilu.  Po gradnji je bila slična crkvi sv. Frane.

## Spomen
Ivo Ivanišević Kukoč, član veslačkog osmerca Mornara koji je bio svjetski prvak u Berlinu 1968., izradio je maketu ove crkve u bračkom kamenu. Maketa crkve duga je 33 cm, široka 24, a zvonik je visok 100 centimetara. Zvona na maketi zvone, zvuk je mekan i odzvanja u tri akorda C, D i F. Sat na maketi je namješten na vrijeme kad je crkva bombardirana.